# Металургійна лабораторія Чиказького університету
Металургі́йна лаборато́рія Університе́ту Чикаго (англ. Metallurgical Laboratory, Met Lab) — науково-дослідний комплекс в Чиказькому університеті, де під час Другої світової війни займалися дослідженнями радіоактивних матеріалів і ядерних реакцій в рамках Мангеттенського проєкту. У металургійній лабораторії під керівництвом Енріко Фермі була продемонстрована перша у світі самопідтримувана ланцюгова ядерна реакція.
Лабораторія була заснована в лютому 1942 року для вивчення та використання нещодавно відкритого хімічного елемента плутонію. Вона досліджував хімію та металургію плутонію, розробив перші в світі ядерні реактори для його виробництва та розробив хімічні процеси для його відділення від інших елементів. У серпні 1942 року хімічний відділ лабораторії вперше хімічно відокремив зважуваний зразок плутонію, а 2 грудня 1942 року Метеорологічна лабораторія здійснила першу керовану  ланцюгову ядерну реакцію в реакторі Чиказька дровітня-1, який був побудований під стендами старого університетського футбольного стадіону Stagg Field.
Металургійна лабораторія була створена в рамках Металургійного проекту, також відомого як «Пайл» або «Проект Х-10», який очолив чиказький професор Артур Комптон, лауреат Нобелівської премії. У свою чергу, це було частиною Манхеттенського проекту – зусиль союзників із розробки  ядерної бомби під час Другої світової війни. Металургійну лабораторію послідовно очолювали Річард Доан, Семюел Еллісон, Джойс Стернс і Фаррінгтон Деніелс. Серед вчених, які там працювали, були Енріко Фермі, Джеймс Франк, Юджин Вігнер і Глен Сіборг. На піку свого розвитку 1 липня 1944 року лабораторія мала 2008 співробітників.
Невдовзі лабораторія перемістила Чиказьку дровітню-1 у більш віддалене місце в Аргоннському лісі, де її вихідні матеріали були використані для створення вдосконаленої Чиказької дровітні-2, яка була використана в нових дослідженнях продуктів ядерного поділу. Інший реактор, Чиказька дровітня-3, була побудована на майданчику в Аргонні на початку 1944 року. Це був перший у світі реактор, який використовував важку воду як сповільнювач нейтронів. Який вийшов на критичні показники у травні 1944 року та вперше запрацював на повну потужність у липні 1944 року. Металургійна лабораторія також розробила графітовий реактор X-10 на інженерному заводі Клінтона в Оук-Ридж, штат Теннессі, і реактор B на інженерному заводі Ханфорда в штат Вашингтон.